# حال استمراری

در زمان حال استمراری اغلب فعل انجام شده در زمان صحبت گوینده روی می‌دهد که البته همیشه این‌طور نیست.

در انگلیسی، زمان حال استمراری یا حال پیوسته (Present Continuous) برای بیان رخدادهایی است که ما در میانه آن رویدادها قرار گرفته‌ایم. کاری که ما آن را آغاز کرده‌ایم ولی هنوز به پایان نرسانده‌ایم. در زمان حال استمراری اغلب فعل انجام شده در زمان صحبت گوینده روی می‌دهد که البته همیشه این‌طور نیست. برای نمونه: Fateme is coming (فاطمه دارد می‌آید)

## در فارسی
در فارسی از (می + بن حال + شناسه) یا («داشتن» به حال ساده + حال استمراری) استفاده می‌کنیم. برای نمونه:
I am going.
من می‌روم. یا من دارم می‌روم.

## کاربردها

### رخدادهایی در حال اتفاق افتادن
- برای اشاره به اتفاقات و اعمالی که همین حالا در حال رخ دادن هستند:

He is laughing.
(او دارد می‌خندد)
- برای اتفاقاتی که در زمان حال اتفاق می‌افتند اما الزاماً همین حالا در جریان نیستند:

He is working in Dubai.
(او حالا در دبی کار می‌کند)
- برای اشاره به چیزهایی که گوینده تصور می‌کند دائمی نیستند:

I'm working in London for the next two weeks.
(من برای دو هفته آینده در لندن کار می‌کنم)

### برنامه‌های آینده
- برای اشاره به برنامه‌هایی در آینده که از همین حالا نهایی شده‌اند:

I'm visiting my parents this Christmas.
(من کریسمس آینده به دیدن والدینم می‌روم)

### تغییرها و روندها
- برای اشاره به یک ترند یا روند جدید که به تازگی رایج شده‌است:

These days most people are using email instead of writing letters.
(این روزها بیشتر مردم از ایمیل به جای نوشتن نامه استفاده می‌کنند)
- برای اشاره به چیزی که در حال تغییر است:

The climate is changing rapidly.
آب و هوا به سرعت در حال تغییر است.

### اتفاق‌های مکرر
- برای اشاره به اتفاقاتی که به‌طور مکرر رخ می‌دهند:

They are always arguing.
(آنها همیشه دارند دعوا می‌کنند)

## ساختار
برای ساخت جملات در زمان حال استمراری از این ساختار استفاده می‌شود:
- فاعل + شکل صرف شده از فعل be + فعل اصلی با پسوند ing-

اضافه کردن پسوند ing- به افعال چند استثنا دارد:
- در صورتی که فعل به e- ختم شود، این حرف حذف می‌شود و سپس ing اضافه می‌شود:

come – coming
- در افعالی که آخرین حرف صدادار آنها کوتاه تلفظ می‌شود و تأکید روی آن است، آخرین حرف بی‌صدا تکرار خواهد شد:

sit – sitting
- اگر فعل به ie- ختم شود، این دو حرف با y- جایگزین می‌شوند و سپس پسوند اضافه می‌شود:

lie – lying